# Wydminy (gmina)
Wydminy – gmina wiejska w województwie warmińsko-mazurskim, w powiecie giżyckim. W latach 1975–1998 gmina położona była w województwie suwalskim.
Siedzibą gminy są Wydminy.
Według stanu na 31 grudnia 2014 r. gminę zamieszkiwały 6503 osoby, z czego w wieku przedprodukcyjnym 1229 osób, produkcyjnym 4145 osób, a poprodukcyjnym 1129 osób. Natomiast według danych z 31 grudnia 2019 roku gminę zamieszkiwało 6233 osób.

## Struktura powierzchni
Według danych z 2002 r. gmina Wydminy ma obszar 233,46 km², w tym:
- użytki rolne: 61%
- użytki leśne: 20%

Gmina stanowi 20,87% powierzchni powiatu.

## Wójtowie Wydmin (od 1990)
- Eugeniusz Przyłucki – od 27 maja 1990 do 7 maja 2000;
- Zbigniew Nadrowski – od 16 maja 2000 do 19 grudnia 2000 jako osoba pełniąca funkcję organów gminy;
- Tomasz Pieluchowski[5] – od 19 grudnia 2000 do 10 czerwca 2009;
- Maria Teresa Dolecka[6] – od 24 czerwca 2009 do 20 sierpnia 2009 jako osoba pełniąca funkcję wójta gminy;
- Monika Łępicka-Gij – od 20 sierpnia 2009 do 6 grudnia 2010;
- Radosław Król – od 6 grudnia 2010 do 19 grudnia 2023;
- Andrzej Cieśluk – od 12 stycznia 2024 do 7 maja 2024 jako osoba pełniąca funkcję wójta gminy;
- Anna Binik - od 7 maja 2024.

## Demografia

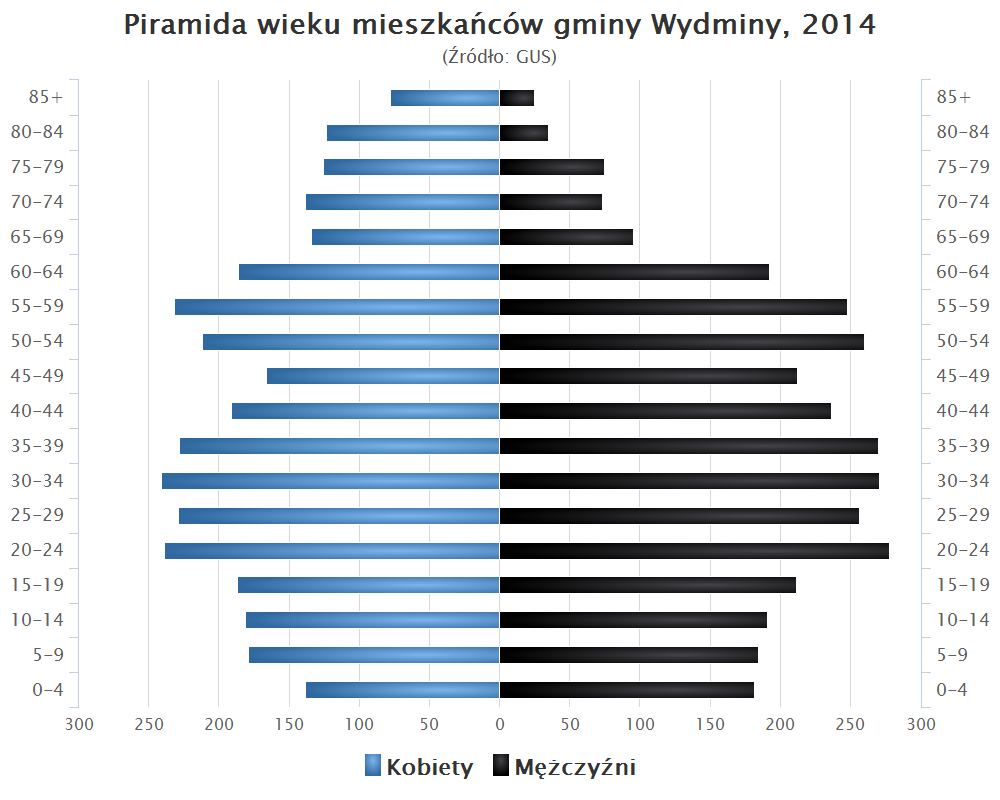
Piramida wieku mieszkańców gminy Wydminy w 2014 roku

Dane z 30 czerwca 2004 roku:
| Opis                              | Ogółem | Ogółem | Kobiety | Kobiety | Mężczyźni | Mężczyźni |
| --------------------------------- | ------ | ------ | ------- | ------- | --------- | --------- |
| jednostka                         | osób   | %      | osób    | %       | osób      | %         |
| populacja                         | 6681   | 100    | 3332    | 49,9    | 3349      | 50,1      |
| gęstość zaludnienia (mieszk./km²) | 28,6   | 28,6   | 14,3    | 14,3    | 14,3      | 14,3      |

## Miejscowości sołeckie
Berkowo, Biała Giżycka, Cybulki, Czarnówka, Dudka, Gajrowskie, Gawliki Małe, Gawliki Wielkie, Grądzkie, Hejbuty, Łękuk Mały, Malinka, Mazuchówka, Okrągłe, Orłowo, Pamry, Pańska Wola, Pietrasze, Radzie, Ranty, Siedliska, Siemionki, Sucholaski, Szczepanki, Szczybały Orłowskie, Talki, Wężówka, Wydminy, Zelki.

## Pozostałe miejscowości i ich części
Ernstowo, Franciszkowo, Gajlówka, Gębałki, Grodkowo, Kowalewskie, Krzywe, Pańska Wola (osada), Rostki, Róg Orłowski, Rydze, Siejba, Skomack Mały, Wólka Cybulska.

## Sąsiednie gminy
Giżycko, Kruklanki, Miłki, Orzysz, Stare Juchy, Świętajno

## Osoby związane z gminą Wydminy
- Jolanta Piotrowska – senator XI kadencji, była członek zarządu województwa warmińsko-mazurskiego, była burmistrz Giżycka,
- Radosław Król – wojewoda warmińsko-mazurski, wójt gminy Wydminy w latach 2010–2023,
- Roman Bratny – pisarz,
- Krzysztof Łoziński – były przewodniczący Komitetu Obrony Demokracji, działacz opozycji demokratycznej w PRL, pisarz, publicysta
- Cyryl Klimowicz – biskup rzymskokatolickiej diecezji irkuckiej,
- Janusz Cichoń – poseł na Sejm RP, były sekretarz stanu w Ministerstwie Finansów,
- Romuald Rajs ps. Bury – dowódca 3 Wileńskiej Brygady Narodowego Zjednoczenia Wojskowego,
- Kazimierz Chmielowski ps. Rekin – zastępca dowódcy 3 Wileńskiej Brygady Narodowego Zjednoczenia Wojskowego,
- Ryszard Dąbrowa – były Rektor-Komendant Szkoły Głównej Służby Pożarniczej, były komendant wojewódzki Państwowej Straży Pożarnej w Gorzowie Wielkopolskim.